# Xylopsocus
Xylopsocus là một chi bọ cánh cứng châu Á, bao gồm 17 loài. Một trong số các loài này, Xylopsocus capucinus đã được du nhập vào Florida, trong khi loài khác là Xylopsocus castanoptera đã bị chặn tại các cảng của Bắc Mỹ. Xylopsocus gibbicollis là loài bản địa của Úc.